# József Darányi
József Darányi (* 28. September 1905 in Devecser; † 23. Dezember 1990 in Veresegyház) war ein ungarischer Kugelstoßer.
1928 wurde er Achter bei den Olympischen Spielen in Amsterdam, und 1930 siegte er bei den Internationalen Universitätsspielen in Darmstadt.
Bei den Olympischen Spielen 1932 in Los Angeles wurde er erneut Achter, und bei den Leichtathletik-Europameisterschaften 1934 in Turin Sechster und bei den Olympischen Spielen 1936 in Berlin Zwölfter.
Zwölfmal wurde er Ungarischer Meister (1926–1935, 1938, 1939) und zweimal Englischer Meister (1929, 1931). Seine persönliche Bestleistung von 15,77 m stellte er am 28. September 1935 in Budapest auf.